# Più Blu Lombardia
Più Blu Lombardia è  stata una emittente con copertura regionale fondata nel 1999 dopo il distaccamento da Unica Lombardia. L'emittente ha chiuso l'8 Marzo 2022 in seguito al refarming in Lombardia. 
La sede era a Cologno Monzese, in provincia di Milano, in corso Europa 47.

## Storia

### Le origini
Nel 1998 avviene una scissione all'interno di Unica Lombardia con la formazione di due emittenti televisive: Teleunica e Più Blu Lombardia. A Teleunica vengono assegnate alcune frequenze che si affacciano sul lago di Como e sulle province di Lecco e Sondrio, tornando al bacino d'origine e con due sedi, una a Lecco e una a Sondrio. Più Blu Lombardia mantiene invece la sede di Monza e tutte le frequenze sul resto della Lombardia.
Con operazioni d'acquisizione successive, l'emittente completa la rete acquisendo frequenze a Mantova e a Brescia. Il canale principale è quello con postazione Valcava: UHF 54 (storicamente appartenuto da Cantivù). Dopo aver trasmesso le partite del Calcio Monza, tra il 2000 e il 2002 l'emittente ha mandato in onda in differita le partite della Pallacanestro Cantù.
Dal novembre 2006 Più Blu Lombardia diventa visibile in live streaming sul sito www.piublu.com.
Il logo di Più Blu Lombardia è uno dei più animati che si siano mai visti per un'emittente televisiva. Periodicamente compare un delfino che salta e si tuffa in un bacino d'acqua che precedentemente si forma nell'animazione.

### I programmi storici dell'emittente
Il canale, che può vantare un grande bacino d'utenza, realizza diversi programmi autoprodotti riguardo all'informazione: 
- VideoNews, il telegiornale
- Apri Regione, rotocalco di informazione settimanale di attualità, cultura, politica, solidarietà, arricchito con interviste e testimonianze
- Block Notes, trasmissione che dà spazio alla cultura con una rubrica settimanale dedicata agli appuntamenti culturali, mostre, concerti, spettacoli in Lombardia
- L'Intervista, l'appuntamento settimanale con interviste a personaggi del mondo della cultura e dello spettacolo che si raccontano alle telecamere
- Lo zapping dell'informazione, un originale collage dei titoli, delle aperture e dei servizi più interessanti, trasmessi nei telegiornali nazionali e locali
- Strazzap sono "pillole di zapping" dai palinsesti televisivi nazionali e non.

In palinsesto troviamo anche programmi sportivi:
- Basket Week, prodotto dalla Lega Basket di Serie A e che propone settimanalmente il meglio del campionato italiano
- Sport Special e Sport Winner, due settimanali per gli appassionati di mountain bike e tanti altri sport "minori", dalla corsa campestre al tennis con le più interessanti manifestazioni in Lombardia
- Voglia di Volare, trasmissione quindicinale dedicata a tutte le espressioni del volo da diporto e sportivo
- Basket and Volley, trasmissione con servizi, commenti e interviste sulle partite di basket, volley e altri sport nel territorio regionale
- Solo Bici, il settimanale per gli appassionati di ciclismo su strada con gare, appuntamenti, avvenimenti e manifestazioni
- Agrisapori, programma settimanale sulla cucina tradizionale, la natura, l'agricoltura e le manifestazioni agresti.

Nel 2006 l'emittente è tornata a trasmettere un programma dedicato al Calcio Monza con la trasmissione Monza Alè.
La programmazione si è espansa notevolmente a partire dal gennaio 2007, con l'inserimento in palinsesto, tre sere la settimana, di film e l'appuntamento quotidiano con la telenovela Amanti.
Sempre dal 2007 si sono suddivise le fasce d'ascolto per target di interesse creando appuntamenti quotidiani "personalizzati" sul gusto dei telespettatori, dall'intrattenimento ai motori, dal turismo, al cabaret. Una programmazione che copre interessi a 360°.

### Telemilano - Più Blu
Il 1º aprile del 2007 l'emittente inaugura un secondo canale, TeleMilano - Più Blu, il cui obiettivo è quello di diventare la prima rete locale della città, seguendo le orme della Telemilano berlusconiana e del canale di informazione Sei Milano.
Dal 23 luglio dello stesso anno il palinsesto si arricchisce di due nuovi appuntamenti quotidiani con l'informazione locale: TeleMilano Notizie e TeleMilano Sport.
Da lunedì 22 settembre 2008 l'emittente trasmette parte dei contenuti di FacileTV; dal dicembre dello stesso anno, vanno in onda alcuni programmi di Radio Milan Inter, che fa parte dello stesso gruppo editoriale.
Nell'aprile 2010 ha iniziato a trasmettere Milano 2.0, una trasmissione autoprodotta sulla società multietnica, con particolare attenzione alla zona di via Padova, dove si trova la sede dell'emittente . Inoltre Telemilano Più Blu Lombardia diventa lo sponsor delle aiuole spartitraffico della nota Piazzale Loreto di Milano.
Dal 2010 il canale ha puntato sulla fascia dei ragazzi: il 10 maggio debutta in prima serata la trasmissione Contactoons (www.contactoons.it) condotta da Santo Verduci, Elena Gritti, Cristiana Banchetti, Claudio La Boria, Stefania Umana e prodotta dalla ditta Sanver Production. Nel corso di alcuni anni all'interno del programma, oltre a vari servizi dedicati a vari aspetti del mondo dei ragazzi, sono state trasmesse le seguenti serie a cartoni animati, le cui sigle italiane (realizzate specificamente per questa trasmissione da Santo Verduci) sono state raccolte in alcuni cd disponibili in commercio:
- Aqualuna
- Aquarion
- Duel Masters
- Negi, maestro di magia
- Princess Tutu
- Transformers Energon
- La signora Minù
- Tweeny Witches
- Piccola dolce Nell

Il programma continuerà ad andare in onda sulle varie versioni dell'emittente, cambiando più volte orario, fino all'estate 2015, e dal 1º novembre dello stesso anno si trasferirà sulla syndication CaféTV24.
Dal 2011 va in onda il programma 80 Nostalgia dedicato alle trasmissioni televisive degli anni ottanta, condotto da Luca Alberici e Mary Berciga.

### Le tre nuove reti dell'offerta digitale
Con l'avvento del digitale terrestre, il gruppo Più Blu moltiplica l'offerta del canale TeleMilano :
- TeleMilano Tele Tv, l'emittente generalista principale (che gode del privilegio di essere posizionata al numero 12 LCN)
- TeleMilano News, il canale con un palinsesto maggiormente incentrato alle realtà della città di Milano e allo sport, con la diretta televisiva dagli studi della emittente radiofonica Radio Milan Inter (anch'essa di proprietà dal gruppo Più Blu). In onda sul canale 288
- TeleMilano Più Blu Lombardia, l'emittente storica del gruppo che replica molti dei programmi in onda sulle altre due rete unitamente a rubriche commerciali collocate nella fascia mattutina e pomeridiana del palinsesto. In onda sul canale 97 e 597. Sul canale 290 con dicitura +1

Il nuovo palinsesto delle reti è costituito da:
- Anteprima News, le più importanti notizie del giorno concentrate in tre minuti
- Family Tg, rubrica di cinque minuti di tematiche medico-sociali per la famiglia
- Press Room, la rassegna stampa
- Sport Day TG, l'informazione sportiva
- StraNews e VideoNews, gli appuntamenti con l'informazione locale e nazionale
- Weekly, la sintesi dei telegiornali della settimana.

A questi appuntamenti fissi si aggiungono trasmissioni di intrattenimento, talk show, viaggi, moda e motori.